# باتريك عزيزة
باتريك عزيزة (بالإنجليزية: Patrick Aziza)‏ هو سياسي نيجيري، ولد في 23 ديسمبر 1947 في نيجيريا، وتوفي في 16 أغسطس 2014 في أبوجا في نيجيريا. انتخب List of governors of Kebbi State ‏.